# سبيريت سكواد

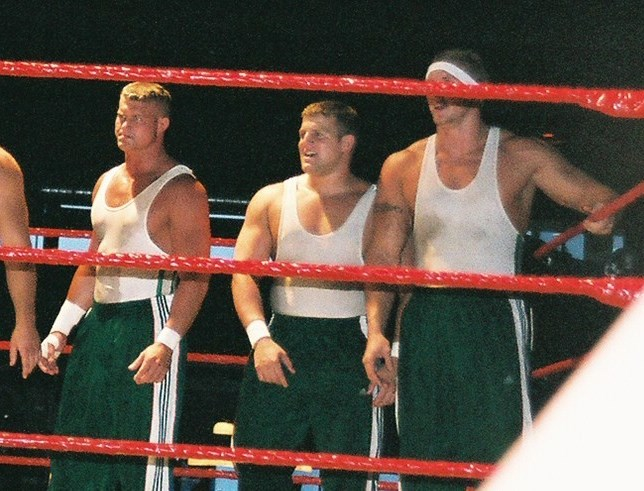
فريق المصارعين

سبيريت سكواد (بالإنجليزية: The Spirit Squad)‏ هو فريق مصارعة المحترفين في المصارعة العالمية للترفيه (WWE)، وأوهايو فالي (OVW). يتألف الفريق من كيني، جوني، ميتش، نيكي، ومايك. انحل الفريق بعد خسارته البطولة في نوفمبر 2006.

## روابط خارجية
- سبيريت سكواد على موقع عالم المصارعة على الإنترنت (الإنجليزية)
- سبيريت سكواد على موقع عالم المصارعة على الإنترنت (الإنجليزية)